# Sericytochromatia
Sericytochromatia es una clase de bacterias propuesta en el filo Cyanobacteriota. Ha sido identificado en un pozo de metano de lecho de carbón, en una biopelícula de biorreactor de laboratorio y en sedimentos modificados con acetato.